# 1997 GD20
1997 GD20 är en asteroid i huvudbältet som upptäcktes den 5 april 1997 av LINEAR i Socorro County, New Mexico.
Asteroiden har en diameter på ungefär 8 kilometer.